# Ca la Lola Anglada
Ca la Lola Anglada és una casa eclèctica de Tiana (Maresme) protegida com a bé cultural d'interès local.

## Descripció
És un edifici civil, una casa de grans dimensions formada per una planta baixa i dos pisos. Pràcticament no presenta cap element decoratiu. Per la banda lateral dreta es troba penjada en un gran desnivell sobre un camí.
Aquesta casa està construïda al costat mateix de Cal Met, una antiga masia de 1679 de la qual es conserven algunes restes, com el portal dovellat de pedra que encara es pot veure sota la porta principal d'entrada. Sobre el mur de la façana es poden veure restes de pintura d'un rellotge de sol.
El conjunt presenta un jardí frontal tancat per un gran reixat i un petit mur semicircular que el separa de la plaça de l'Ajuntament; el mur està construït amb maó i pedra, així com els pilars que separen les diferents parts de la reixa i que estan decorats per elements típics del neoclassicisme.

## Història
Fou construïda per la família de Lola Anglada en la dècada de 1880, i aquí visqué l'escriptora de forma permanent després de la guerra civil espanyola.